# Live & Clips
Live & Clips è il primo DVD del gruppo musicale melodic death metal svedese Hypocrisy, pubblicato nel 2001 dalla Nuclear Blast.

## Il disco
Le prime undici tracce sono registrate dal vivo e provengono dal VHS Hypocrisy Destroys Wacken, le ultime sei sono dei videoclip.

## Tracce
1. Roswell 47
2. Inseminated Adoption
3. A Coming Race
4. Apocalypse
5. Osculum Obscenum
6. Buried
7. Left to Rot
8. The Fourth Dimension
9. Pleasure of Molestation
10. Killing Art
11. The Final Chapter
12. Left to Rot
13. Impotent God
14. Pleasure of Molestation
15. Inferior Devoties
16. Roswell 47
17. The Final Chapter

## Formazione
- Peter Tägtgren - voce, chitarra, tastiere
- Mikael Hedlund - basso
- Lars Szöke - batteria